# Pronominalisierung

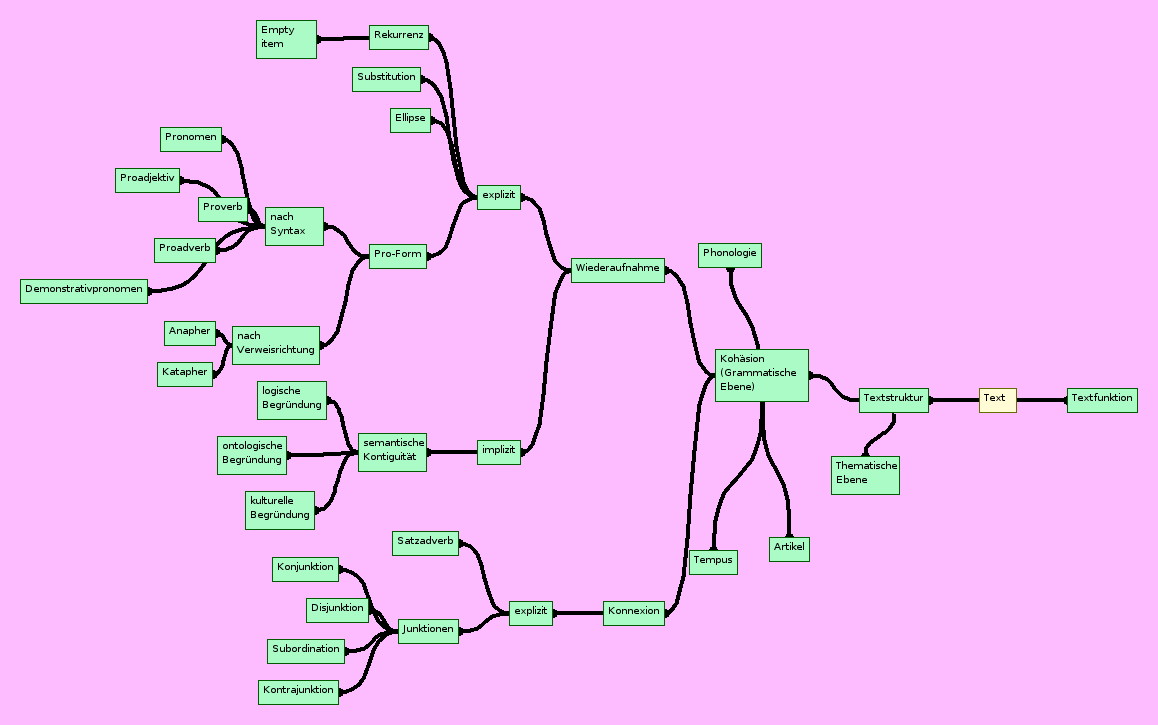
Kohäsionsmittel im Deutschen

Pronominalisierungen (lat. pro „für“, nomen „Name, Bezeichnung“) ersetzen in einem Satz durch Pronomina oder Proformen andere Satzteile. Ersetzt werden dabei Nomina oder komplexe Strukturen wie etwa ganze Sätze oder Syntagmen.
Das Substituens (lat. „das Ersetzende“, auch: Substitut) ist die sprachliche Konstruktion, welche eine andere aus derselben sprachlichen Kategorie (kontextabhängig) zu ersetzen vermag. Das ersetzte Element wiederum heißt Substituendum (lat. „das zu Ersetzende“). Das Substituens kann dabei Substantive, Nominalphrasen, Sätze oder ganze Satzsequenzen ersetzen.
Substituens und Substituendum beziehen sich dabei aufeinander, sie sind also koreferent. Somit ist die Pronominalisierung ein wichtiges Mittel, um die Kohärenz innerhalb eines Textes zu wahren, das Verständnis des Rezipienten zu fördern und den Text ökonomisch zu gestalten.
In der Regel handelt es sich um eine Vorwärtspronominalisierung, die Verweisrichtung verläuft also rückwärts, d. h. kataphorisch. Den anaphorischen Bezug auf ein erst folgendes Substituendum nennt man dagegen Rückwärtspronominalisierung.
Das Verfahren der Pronominalisierung nennt sich in der Transformationsgrammatik Pronominalisierungstransformation. Eine Verweisform (Substituens) substituiert dabei eine Nominalphrase (Substituendum), wenn die beiden Konstituenten koreferent sind.

## Beispiele
- Magda kam spät heim. Sie war müde. – Sie ersetzt Magda.
- Die Fans aus Leipzig fuhren nach Hamburg zum Länderspiel. Sie waren begeistert. – Sie ersetzt die Nominalphrase Die Fans aus Leipzig.
- Es war ein langer und mühseliger Marsch durch das Gebirge. Das haben sich die meisten anders gedacht. – Das ersetzt einen komplexen Ausdruck.
- Sie deckt den Tisch. Susanne gibt sich dabei Mühe. – Rückwärtspronominalisierung Sie → Susanne
- Herr Huber stammt aus Wetzlar. Er wird am Wochenende bei uns eintreffen. – Vorwärtspronominalisierung Herr Huber → Er